# Amórák
Az amórák vagy amóráiták (arám nyelven אמוראים, latin betűkkel amóraim, azaz magyarul „szónoklók, magyarázók”, az amór, magyarul „mondani, beszélni” héber igéből) a késő ókori zsidó Talmud-tudósok, törvénymagyarázók megjelölése Palesztinában és Babilóniában. Az Amórák korszaka körülbelül a Kr. u. III és V. század közötti időt öleli fel. Elődeiket tannaitáknak, utódaikat szaboreusoknak nevezik.

## Kevésbé ismert jelentés
Az amóra kifejezést a Talmud kétféle értelemben használja. Egyrészt amórának hívták azokat, akik az akadémiákban az előadó tudós oldala mellett állottak és annak rövid szövegmagyarázatát részletesen előadták, interpretálták. Míg az előadó leginkább tiszta héber nyelven mondott véleményt, addig az amóra az arám dialektust használta. Azért ezt a hivatást a meturgeman („az interpretáló”, a „fordító”) szóval is jelölték és a kettő a különböző talmudszövegekben egyet jelent. 

## Ismertebb jelentés
Távolabbi és elterjedtebb használatban az amorák elnevezést úgy Palesztinában, mint Babilóniában valamennyi kiváló tudósra és azok kartársaira alkalmazták hagyományosan 219 és 500 között, tehát a tannák utáni korban, Rabbi I. Juda pátriarcha halálától (Kr. u. 217) a Babiloni Talmud befejezéséig. Az amórák aktivitása főképen a Misna-szövegek megmagyarázására terjedt ki, amelynél alapul vették Juda pátriarcha szövegezését, amelyet viszont a szóbeli törvény hiteles szövegének tekintettek. Az amóra tevékenységüket főleg a következő városokban létesített akadémiákon fejtették ki, így Tiberiasban, Szepphoriszban, Caesareaban, Nehardeaban, Suraban és Pumbaditaban. A főtárgy az amóra fejtegetéseiben magának a gyakran rendkívül tömör Misna-szakasznak szövegmagyarázata és annak tartalmi megvitatása volt és pedig minden szempontból, tekintettel a forrásokra, azok egybevetésére, esetleges ellentmondására. Összehasonlították a kánont a Baraitákkal, döntéseket hoztak, és esetleg új eszmék, elvek alapján alkalmazták azokat akár tényleges, akár költött jogesetekre. Akik így tanítottak, azok voltak a tulajdonképpeni amórák, vagyis a Misna interpretálói. 
Jogi véleményeikben az amórák nem voltak olyan függetlenek, mint a tannaiták, mert nem érezték magukat elég tekintélyeseknek arra, hogy a Misnában és Baraitákban foglalt döntéseknek ellentmondjanak. A palesztinai amórák a Nászi (fejedelem-elnök) rendelkezése folytán a Rabbi címet viselték, míg a babilóniai amórák a Rab vagy Mar címet. A palesztinai amórák egyszerű metodikájukkal és Misna-magyarázatukkal tűntek ki, míg a babilóniaiaknál az élesebb dialektika a szembetűnő. Ezt különösen Pumbadita akadémiáján fejlesztették, és a  szőrszálhasogatásra való hajlandóságot már az akkori közmondás is kigúnyolja: „Pumbaditában azt is tudják, hogyan megy át az elefánt a tű fokán”, ami azt jelentette, hogy túlzott dialektikájukkal az abszolút lehetetlent, de ellenkezőjét is be tudták bizonyítani. Ez olyan körülmény, amely a Talmud szellemével és logikájával ellenkezik.

## A főbb amórák és korszakaik
A babilóniai amórák korát éppen úgy, mint a tannaitákét, hagyományosan hat nemzedékre szokás felosztani, míg a palesztinai amórákat háromra. Valamennyit a kiválóbb amórák neveivel szokás megjelölni. Az amórák száma rendkívül nagy, és akiknek tanításait a Talmud feljegyezte, azoknak neve is 1300-at tesz ki.

### Palesztinai korszakok
- I. korszak (Kr. u. 219–279): id. R. Jannai, id. Jonathan, id. Osaia, Levi bar Sziszi, Chanina bar Chama, Chezekiah, Jochanan bar Nappacha, Simon ben Lakis, Josua ben Levi, Simlai.
- II. korszak (279–320): R. Eleazár ben Padat (Tiberiásban), Ammi és Assi (Tiberiásban), Chijja bar Abba, Simeon bar Abba, Abbahu (Caesarea), Zeira.
- III. korszak (320–359): R. Jeremia, Jóna és Jószé bar Zabda, mind a három Tibériásban. Valószínűen ők fejezték be a Jeruzsálemi Talmudot.

### Babilóniai korszakok
- I. korszak (Kr. u. 219–257): Sila (Nehardeában), Rab Abba Aréka (Sura), Mar Samuel (Nehardea), Mar Ukba, főbíró Kafriban.
- II. korszak (257–320): R. Huna (Sura), Juda ben Ezekiel (Pumbadita), Chiszda (Sura), Seset (Silhi), Nachman ben Jacob (Nehardea), továbbá Rabba bar Chana és Ulla ben Ismáel.
- III. korszak (320–375): Rabba bar Huna (Sura), Rabba bar Nachman, Josef bar Chijja és Abáje Nachmani (mind a három Pumbaditában), Rabba bar Josef b. Chama (Mahura), Nachman ben Isaac (Pumbadita), Papa bar Chanan.
- IV. korszak (375–427): R. Asi (Sura) (egyik fő összeállítója a Babiloni Talmudnak), R. Amemar (Nehardea), Zebid bar Osaja, Dimi bar Hineua, I. Rafrem, Kahana bar Tachlifa, Mar Zutra, Juda Mani b. Salom (valamennyi Pumbeditában), Eliezer ben Joszé, Joszé ben Abin, Tanchuma
- V. korszak (427–468): Mar Jemar, Idi bar Abin, Mar bar Asi, Acha ha-Difta (valamennyi Surában), II. Rafram (Pumbedita).
- VI. korszak (468–500): Rabbina Bar Huna, az utolsó surai amóra és R. Jósé, az utolsó pumbaditai amóra és az első szaboreus.

A szaboreusok voltak követői és folytatói az amóráknak, és ők végezték a legvégső simításokat a Talmudon. A felsorolt nevek valamennyije a legjelentősebb talmudszerzőké, és azok részletes életrajzi adatai is ismert működési helyükkel együtt. Mindazok, akikről a korokat elnevezték, az iskolák vezetői voltak. Ők hagyták örökségül a surai és pumbaditai akadémiákat, melyek az amórák után még 700 évig virágoztak.